# Нокътоопашато валаби
Нокътоопашатото валаби (Onychogalea fraenata) е вид бозайник от семейство Кенгурови (Macropodidae). Видът е световно застрашен със статут уязвим.

## Разпространение
Среща се в три изолирани района в Куинсланд, Австралия.